# ペイル・セインツ
ペイル・セインツ（Pale Saints）は、イギリスのロック・バンド。1987年、リーズにて結成。

## 概要
イアン・マスターズ（ボーカル、ベース）、グレアム・ネイスミス（ギター）、クリス・クーパー（ドラム）の3人で結成され、当初は初期プライマル・スクリームの影響を受けたギターポップ・バンドとして活動していた。
1989年、彼らのロンドンでのはじめてのギグを見た4ADのオーナー、アイヴォ・ワッツ＝ラッセルはその場でバンドと契約を結ぶ。同年9月にはEP『Barging Into the Presence of God』でデビュー。この頃からノイズポップ的なアプローチが目立つようになる。同年、ライブのみでのギタリストとしてアシュリー・ホーナーが参加。
1990年2月、プロデューサーにギル・ノートンとジョン・フライアーを迎えて制作されたファースト・アルバム『狂気のやすらぎ』（原題：The Comforts of Madness）をリリースし、全英アルバムチャート40位にランクイン。インディー・チャートでは1位を獲得する。アルバム・リリース後、元ラッシュのオリジナル・メンバーであったメリエル・バーハムがギター&ボーカルとして加入し、バンドはツイン・ボーカル体制に移行。同年10月にはEP『Half-Life』をリリースする。表題曲「Half Life Remembered」では、当時流行していたマッドチェスターを意識したアプローチも見られた。
翌1991年にかけては同じ4ADの先輩格であるピクシーズのツアーにサポート・アクトとして同行したほか、2月には福岡、京都、大阪、名古屋、東京、札幌をめぐる来日ツアーを果たしている。同年6月、EP『フレッシュ・バルーン』をリリース。ナンシー・シナトラのカバーである「Kinky Love」がマイナー・ヒットとなる。
1992年3月にセカンド・アルバム『イン・リボンズ』をリリース。ヒュー・ジョーンズをプロデューサーに迎えたこのアルバムは、ツインギターになったことでよりノイジーな作風が強まった一方、前作に見られた焦燥感は消え去り、スローテンポの楽曲が中心となった。その後、ブー・ラドリーズとのダブルヘッドライナー・ツアーや、初のアメリカ・ツアーを敢行するが、1993年にイアンが脱退。新ベーシストとしてコリーン・ブラウンが加入し、1994年にサード・アルバム『スロー・ビルディング』をリリースするが、このアルバムを最後にバンドは自然消滅的に解散していくこととなる。
2024年4月、グレアム・ネイスミス死去。57歳。

## メンバー
- イアン・マスターズ (Ian Masters) - ボーカル、ベース (1987年–1993年)
- グレアム・ネイスミス (Graeme Naysmith) - ギター (1987年–1996年)
- クリス・クーパー (Chris Cooper) - ドラム (1987年–1996年)
- メリエル・バーハム (Meriel Barham) - ギター、ボーカル (1990年–1995年)
- コリーン・ブラウン (Colleen Browne) - ベース (1993年–1996年)
- アシュリー・ホーナー (Ashley Horner) - ギター (1989年) ※ライブのみ参加

## ディスコグラフィ

### スタジオ・アルバム
- 『狂気のやすらぎ』 - The Comforts of Madness (1990年) ※全英40位
- 『イン・リボンズ』 - In Ribbons (1992年) ※全英61位
- 『スロー・ビルディング』 - Slow Buildings (1994年)

### コンピレーション・アルバム
- 『ミセス・ドルフィン』 - Mrs. Dolphin (1991年)

EP『Barging Into The Presence Of God』、EP『Half-Life』の全曲および、海外のコンピレーション盤に提供された曲などを収録した企画盤。日本盤のみの発売。

### シングル、EP
- "Children Break" (1988年)
- Barging Into the Presence of God EP (1989年) ※全英インディー3位[2]
- Half-Life EP (1990年) ※12インチ盤。ボーナス・スポークン・ワード曲「Colour of the Sky」収録
- "Kinky Love" (1991年) ※全英72位
- 『フレッシュ・バルーン』 - Flesh Balloon EP (1991年)
- "Porpoise" (1991年)
- "Throwing Back the Apple" (1992年)
- Fine Friend EP (1994年)